# Janusz Pekowski
Janusz Pekowski (Golub-Dobrzyń, 22 novembre 1945) è un allenatore di calcio ed ex calciatore polacco.

## Carriera
Dopo aver giocato nell'Energetyk Poznań, intraprese la carriera da allenatore. In patria, guidò il Lech Poznań, il Polonia Gdańsk, il Widzew Łódź, l'Arka Gdynia e il Lechia Danzica.
Dal 1981 al 1982, fu l'allenatore degli svedesi del Degerfors. Nel 1984 divenne il tecnico dei norvegesi dell'Eik-Tønsberg. Nel 1985, fu ai greci del Panachaiki.
Nel 1995 tornò in Polonia per allenare il Pogoń Stettino. Nel 1997 fu allo Stilon Gorzów.